# Gerzensee
Gerzensee is een gemeente en plaats in het Zwitserse kanton Bern, en maakt deel uit van het district Bern-Mittelland. In Gerzensee is het studiecentrum van de Zwitserse centrale bank gevestigd.
Gerzensee telt 1.179 inwoners.